# Mari Boine

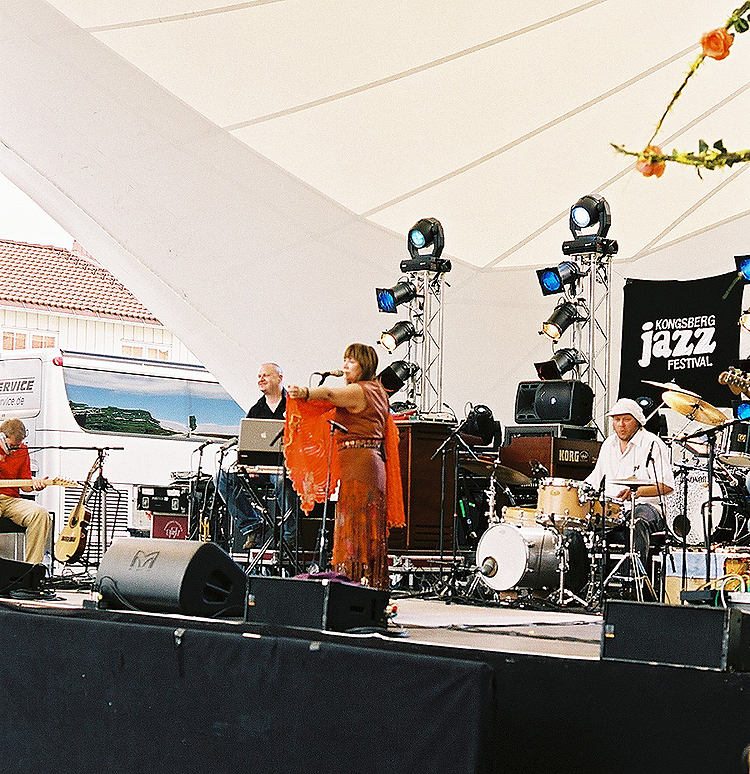
Kongsberg Jazz 2007

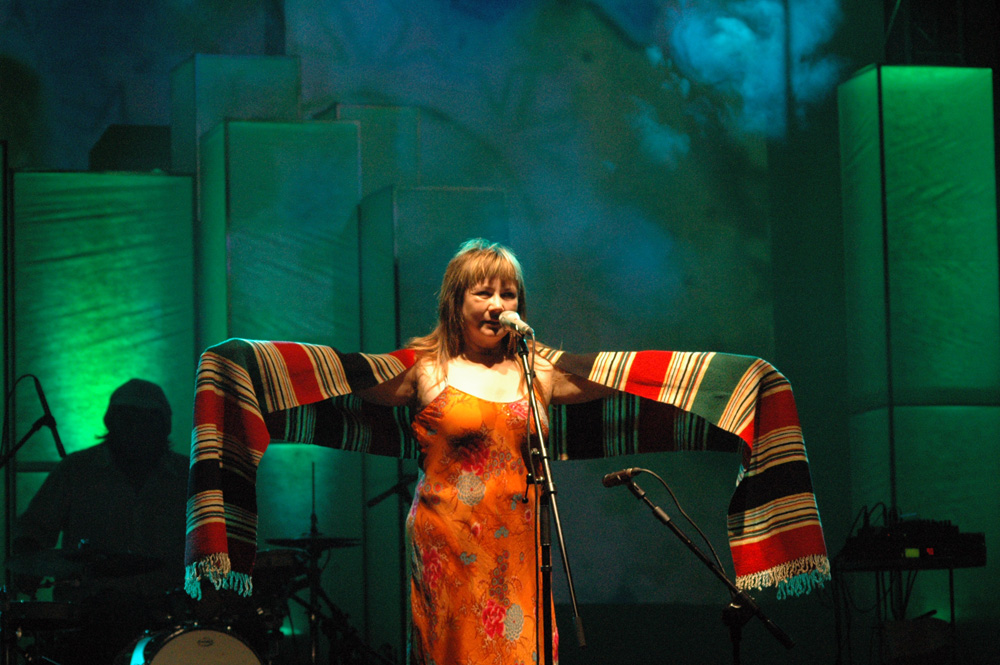
Mari Boine w Warszawie, wrzesień 2007

Mari Boine, wcześniej znana jako Mari Boine Persen, urodzona jako Mari Boine Olsen (ur. 8 listopada 1956 roku w Gámehisnjárga w gminie Karasjok w północno-norweskiej prowincji Finnmark) – norwesko-saamska piosenkarka, tworząca i wykonująca muzykę inspirowaną folklorem saamskim.
Po studiach w Finnmark University College w Alta została nauczycielką. Życie zawodowego muzyka rozpoczęła w 1985 roku debiutanckim albumem Jaskatvuođa maŋŋá.
W ramach protestu przeciw polityce norweskiego rządu wobec Saamów odmówiła występu na ceremonii otwarcia Zimowych Igrzysk Olimpijskich 1994 w Lillehammer. W grudniu 2008 roku uczelnia Nesna University College przyznała jej tytuł (i stanowisko) profesora muzykologii.
W 2009 roku otrzymała Nagrodę Andersa Jahre, najważniejsze norweskie wyróżnienie kulturalne.
Posługiwała się nazwiskiem Mari Boine Persen, ale w po rozwodzie używa jedynie swojego nazwiska.

## Dyskografia

### Albumy studyjne

#### Jaskatvuođa maŋŋá / Etter stillheten / After the Silence (1985)
A1. „Alla Hearra Guhkkin Oslos”
A2. „Oktavuohta”
A3. „Ceavlas Galbma Garvvuid Sis(te)”
A4. „Mearrasapmelazzii”
A5. „Sii Navccahuhttet Mu”
B1. „Idja Lea Mannan”
B2. „Anuheapmi
B3. „Koffor E Det Sa Stille”
B4. „Na Darvanii Jahkku” (do muzyki z utworu „Working Class Hero” Johna Lennona)
B5. „Oainnat Go Mo Cuvggoda Dal”

#### Gula Gula: Hør stammødrenes stemme / Hear the Voices of the Foremothers (1989)
1. „Gula Gula”
2. „Vilges Suola”
3. „Balu Badjel Go Vuoittán”
4. „Du Lahka”
5. „It Šat Duolmma Mu”
6. „Eadnán Bákti”
7. „Oppskrift For Herrefolk”
8. „Duinne”

#### Goaskinviellja / Eagle Brother (1993)
1. „Čuvges Vuovttat, Duođalaš Čalbmi” („Hair Of Light, Solemn Eye”)
2. „Sámi Eatnan Duoddarat” („Samilands Rippling Tundra”)
3. „Modjás Kátrin” („Katrin Who Smiles”)
4. „Dás Áiggun Čuožžut” („Within Myself”)
5. „Dolgesuorbmagežiiguin” („A Feathered Touch”)
6. „Skádja” („The Reverberation”)
7. „Goaskinviellja” („Eagle Brother”)
8. „Ráhkesvuođain” („Feather The World”)
9. „Mu Áhkku” („My Grandma”)
10. „Ále Ále Don” („Don't Go... Not You”)

#### Leahkastin / Unfolding (1994)
1. „Gumppet Holvot” („The Wolves Howl”)
2. „Ále Šat” („No More”)
3. „Čuovgi Liekkas” („Radiant Warmth”)
4. „Áhččai” („To My Father”)
5. „Maid Áiggot Muinna Eallin” („What Du You Want Life”)
6. „Mielahisvuohta” („Lunacy Lunacy”)
7. „Gilvve Gollát” („Sow Your Gold”)
8. „Gulan Du” („Hearing You”)
9. „Vuolgge Mu Mielde Bassivárrái” („Come With Me To The Sacred Mountain”)
10. „Mun Da'han Lean Oaivámuš” („Just When I Had ....”)
11. „Dá Lean Mun” („Here I Am”)

#### Bálvvoslatjna / Room of Worship (1998)
1. „Eallin” („Life”)
2. „Beaivvi nieida” („Daughter Of Sun”)
3. „Risten”
4. „Eagle Man/Changing Woman” („Girdi olmmái/Geaidi nissun”)
5. „Álddagasat ipmilat” („Gods Of Nature (Embody Them)”)
6. „Oarjjabeal beaivvi ja mánu” („West Of Moon And Sun”)
7. „Mu váhkar Lásse” („My Youngest”)
8. „Alit go buot várit” („Higher Than All Mountains”)
9. „Don it galgan” („Thou Shalt Not”)
10. „Etno Jenny” („Ethno Jenny”)

#### Winter in Moscow (2001)
Mari Boine, Inna Zhelannaya i Sergey Starostin.
1. „Dás Áiggun Cuožžut” („Here Will I Stand”) (Mari Boine)
2. „Pjesna Ljesorubov” („Song Of The Lumberjacks”) (Andrej Misin)
3. „Korridorsangen” („The Corridor Song”) (trad.)
4. „Sjestra Maja Notsj” („The Night Is My Sister”) (Inna Zhelannaya)
5. „Vozlje Tvojej Ljobvi” („Near Your Love”) (Igor Zuravlev)
6. „Odinotsjestvo-Sestritsa” („Sister Loneliness”) (Imants Ziedonis / Andrej Misin)
7. „Roahkkadit Rohtte Luodi, Mánázan” („Joik With Pride, My Child”) (Dianne Meili)
8. „Balada O Gorje” („Ballad Of Grief”) (Sergey Starostin)

#### Gávcci Jahkejuogu / Eight Seasons (2002)
1. „Boađan Nuppi Bealde” („I Come From The Other Side”)
2. „Song For The Unborn” („Reagákeahtes”)
3. „Sáráhka Viina” („Sáráhka's Wine”)
4. „Guovssahasaid Ájagáttis” („By The Source Of Aurora B”)
5. „Sielu Dálkkas” („Soul Medicine”)
6. „Mu Váibmu Vádjul Doppe” („Hymn”)
7. „Butterfly” („Beaivelottáš”)
8. „Liegga Gokčas Sis'” („In A Blanket Of Warmth”)
9. „It Dieđe” („You Never Know”)
10. „Duottar Rássi” („Tundra Flower”)
11. „Silba Várjala” („Let Silver Protect”)
12. „Bottoža Dáhtun” („Give Me A Break”)

#### Idjagieđas / In the Hand of the Night (2006)
1. „Vuoi Vuoi Mu” („Vuoi Vuoi Me”)
2. „In The Hand Of The Night” („Idjagieđas”)
3. „The Shadow” („Suoivva”)
4. „Where Did All Our Colours Go?” („Gos Bat Munno Čiŋat Leat?”)
5. „My Friend Of Angel Tribe” („Mu Ustit, Eŋgeliid Sogalaš”)
6. „On The Fells Of The North” („Davvi Bávttiin”)
7. „Little Bird” („Lottáš”)
8. „Reindeer Of Diamond” („Diamántta Spáillit”)
9. „Irresistible” („Geasuha”)
10. „The Mermaid” („Áfruvvá”)
11. „Uldda Girl” („Uldda Nieida”)
12. „Big Medicine” („Fápmodálkkas”)

#### Čuovgga Áirras / Sterna Paradisea (2009)
wyd. 24 sierpnia 2009
1. „Lene Májjá”
2. „Ipmiliin hálešteapmi” („Conversation with God”)
3. „Soagŋosilbbat” („Courting Jewellery”)
4. „Soria Moria Palássa” („Soria Moria Palace”)
5. „Čuovgga áirras” („Sterna Paradisea”)
6. „Claudiinna lávlla” („Claudine's Song”)
7. „Skealbma” („The Mischievous”)
8. „Iđitveiggodettin” („Dawn”)
9. „De mana, ráhkásan” („To My Daughter”)
10. „Lihkahusat” („Entranced”)
11. „Go idja nuossala” („When Night Is Almost Done”)

#### See the Woman (2017)
wyd. MPS, 3 marca 2017
1. „Today Starts Now”
2. „Chasing Myself Into Reality”
3. „See the Woman”
4. „Some Say I Got Devil”
5. „Happily Ever After”
6. „2-4-6-7-8-9 in One”
7. „Yes”
8. „TeePee Room”
9. „This Is My Heart”
10. „Twin Soul”
11. „Adine & Isak - My Treasures”
12. „Crowded Streets of Blue”

### Ścieżki dźwiękowe

#### Kautokeino-opprøret (2008)
Mari Boine, Svein Schultz i Herman Rundberg. Album z muzyką do filmu Kautokeino-opprøret (The Kautokeino Rebellion) w reżyserii Nilsa Gaupa.
1. „The Spirit of Power” / „Válddi vuoigna”
2. „Elen Skum”
3. „Confrontation” / „Deaivideapmi”
4. „Hope and Defeat” / „Doaivut ja vuoimmehuvvat”

### Albumy koncertowe

#### Eallin / Life (1996)
1. „Mielahisvuohta” („A State Of Mind Where Your Intellect Is Disconnected”)
2. „Dás Áiggun Cuožžut - Orbina” („Within Myself - The Orphaned”)
3. „Gula Gula” („Hear The Voices Of The Foremothers”)
4. „Modjás Kátrin” („Katrin Who Smiles”)
5. „Eco” („Echo”)
6. „Skádja” („The Reverberation”)
7. „Vuolgge Mu Mielde Bassivárrái” („Come With Me To The Sacred Mountain”)
8. „It Sat Duolmma Mu” („Free”)
9. „Dutnje” („To You”)

#### Gilve gollát / Sow Your Gold (2013)
Mari Boine featuring Norwegian Radio Orchestra
1. „Trilobihta lávlla” („Song from a Trilobite”)
2. „Gula Gula” („Hear the Voices of the Foremothers”)
3. „Goaskinviellja” („Eaglebrother”)
4. „Dutnje” („To You”)
5. „Jearrat biekkas” („To Ask the Wind”)
6. „Boađan nuppi bealde” („I Come from the Other Side”)
7. „Beaivelottáš” („Butterfly”)
8. „Elle”
9. „Mu váibmu vádjul doppe” („Hymn”)
10. „Gilvve gollát” („Sow Your Gold”)
11. „Alla Hearrá guhkkin Osllos - Høye Herre langt der nede i Oslo”

### Kompilacje

#### Radiant Warmth (1996)
1. „Goaskinviellja” („Eagle Brother”)
2. „Ále Šat” („No More”)
3. „Čuovgi Liekkas” („Radiant Warmth”)
4. „Skádja” („The Reverberation”)
5. „Čuvges Vuovttat, Duodalaš Čalbmi” („Hair Of Light, Solemn Eye”)
6. „Modjás Kátrin” („Katrin Who Smiles”)
7. „Mielahisvuohta” („Luncay Lunacy”)
8. „Gilvve Gollát” („Sow Your Gold”)
9. „Gulan Du” („Hearing You”)
10. „Vuolgge Mu Mielde Bassivárrái” („Come With Me To The Sacred Mountain”)
11. „Ráhkesvuodain” („Feather The World”)
12. „Mu Áhkku” („Grandma”)
13. „Ále Ále Don” („Don't Go... Not You”)

#### Remixed – Oðða Hámis (2001)
1. „Gula Gula (Chilluminati Mix)”
2. „Čuovgi Liekkas (Jah Wobble Remix II)”
3. „Gulan Du (Those Norwegians Mix)”
4. „Álddagasat Ipmilat (Biosphere's Hanging Valley Mix)”
5. „Ále Ále Don (Melodius Mood Mix By Mark De Clive-Lowe)”
6. „Maid Áiggot Muinna Eallin (Bill Laswell Mix)”
7. „Gulan Du (Nils Petter Molvær & Jan Bang Remix)”
8. „Mun Da Han Lean Oaivámuš (Phono Remix)”
9. „Vuolgge Mu Mielde Bassivárrái (Roger Ludvigsen, Fred Ellingsen & Thomas Sonnenberg Remix)”
10. „Áhččái (Mix By Future Prophecies)”

#### It Ain't Necessarily Evil, Bodeš Bat Gal Buot Biros: Mari Boine Remixed Vol II (2008)
1. „Elle (Mungolian Jetset Remix Version)”
2. „Gos Bat Munno Čiŋat Leat (Syntax Erik Remix)”
3. „Davvi Bávttiin (Kohib Remix)”
4. „Boađan Nuppi Bealde (120 Days Remix)”
5. „Voui Voui Mu (Henrik Schwarz Remix)”
6. „It Ain't Necessarily Evil, Bodeš Bat Gal Buot Biros (Mungolian Jet Set Remix) (A Mung's Portrayal Of The Traditional Sami Suoivvean Idjagieđas Dance)”
7. „Cinjat (The Knife Remix)”
8. „Souivva (Mental Overdrive Remix)”
9. „Elle”

#### An Introduction to Mari Boine (2011)
CD1:
1. „Elle”
2. „Vuoi Vuoi Me”
3. „Claudina lávlla” / „Claudine's Song”
4. „Lene Májjá”
5. „Ipmiliin hálešteapmi” / „Conversation with God”
6. „Skealbma” / „The Mischievous”
7. „Gula Gula”
8. „In the Hand of the Night”
9. „Reindeer of Diamond”
10. „Mearrasapmelazzii”
11. „Mu Váibmu Vádjul Doppe” / „Hymn”
12. „Sáráhka Viina” / „Sáráhka's Wine”
13. „On the Fells of the North”
14. „Vuolgge Mu Mielde Bassivárrái”
15. „Dolgesuorbmageziiguin”
16. „Ále Ále Don”
17. „Trilobihta Lávlla” / „Song from a Trilobit”

CD2:
1. „Boađan Nuppi Bealde” / „I Come From The Other Side”
2. „Geotenn Ar Marv”
3. „Goaskinviellja”
4. „Elle (Mungolian Remix)”
5. „Gula Gula (Chilluminati Mix)”
6. „Mun Da'han Lean Oaivámuš (Phono Remix)”
7. „In the Hand of the Night – It Ain't Necessarily Evil (Mungolian Jet Set Remix)”
8. „Oarbbis Leat”
9. „Gula Sámi”
10. „Goaskinviellja (live from Oslo Opera)”
11. „Dutjne (live)”
12. „Butterfly” / „Beaivelottáš”
13. „Rosalita”